# 平均码率
平均码率通常是指数字音乐或者影片的平均码率，可以简单的认为等于文件大小除以播放时间。例如常用的RMVB在压缩电影时常常设定视频平均码率为450kbps，则平均每秒占用约55千字节，这样可以估算10分钟的视频大小约为55KB*60*10=33MB，2小时的视频则约为400MB。码率并不是衡量音频/视频质量的唯一标准，格式、图像大小、音频采样率、音频解析度等因素也是很重要的指标。
由于在实际编码中，会根据图像/音频的复杂程度，而对码率进行一些调整，以达到最好的控制文件大小及质量，因此，最终的平均码率并不能在编码之前确定下来，波动幅度较大。为了从一定程度解决这个问题，二次编码方式诞生了。它在第一次编码时不进行实际编码运算，仅仅是计算码率，第二次利用这一计算结果为基础，根据设定值进行调整，并最终编码。
除了平均码率之外，最高码率，或者叫码率峰值，也是与码率有关的一个参数。当码率峰值高过处理器所能处理的强度时，可能会造成播放延迟。
以上概念是针对可变码率编码（VBR）而言的，实际上平均码率编码方式理论和此完全不同，请参见下一节。

## 平均码率在音频编码上的概念
平均码率（ABR, Average Bit-Rate）在音频编码时，指这样一种编码方式：它与固定码率（CBR）基本相同，会按照设定的目标码率进行编码。但当编码器认为“适当”的时候，会使用高于目标码率的数值来进行编码以保证更好的质量。
例如一首192kbps的平均码率编码的MP3，其中可能存在分散着的一些极短的片段使用了高于192kbps的码率。但由于它们实在太短了，因此最终的目标文件并不会比使用固定码率编码的文件大很多，通常差异在2~3%左右。